# Microgyniidae
Famille
Les Microgyniidae  Trägårdh, 1942, inclant les Microsejidae Trägårdh, 1942 sont des acariens Mesostigmata.
Il y a deux genres et quatre espèces.

## Classification
- Microsejus Trägårdh, 1942 1 espèce
- Microgynium Trägårdh, 1942 3 espèces